# Davide Piganzoli
Davide Piganzoli (* 8. Juli 2002 in Morbegno) ist ein italienischer Radrennfahrer.

## Sportlicher Werdegang
Nach dem Wechsel in die U23 wurde Piganzoli 2021 zunächst Mitglied in der U23-Mannschaft vom Eolo-Kometa Cycling Team. In seiner zweiten U23-Saison wurde er italienischer U23-Meister im Einzelzeitfahren. Sein Potential als Rundfahrer stellte er unter Beweis beim Giro Next Gen, bei dem er in beiden Jahren Zehnter der Gesamtwertung wurde, sowie bei der Tour de l’Avenir 2022, die er als Fünfter der Gesamtwertung beendete.
Nachdem er 2021 bereits als Stagiaire eingesetzt war, wurde Piganzoli zur Saison 2023 in das UCI ProTeam übernommen. 2023 kam er erneut unter die Top 10 der Gesamtwertung bei verschiedenen Rundfahrten, unter anderem als Dritter bei der Tour de l’Avenir und als Neunter der Ungarn-Rundfahrt. Seine ersten Siege als Radprofi erzielte er bei der Tour of Antalya 2024, als er die Bergankunft der dritten Etappe gewann und damit auch den Grundstein für den Gewinn der Gesamtwertung legte. Kurz darauf gab er sein Grand-Tour-Debüt beim Giro d’Italia, bei dem er den 13. Gesamtrang belegte und Vierter der Nachwuchswertung wurde. Zum Abschluss der Saison erzielte er als Dritter beim Giro dell’Emilia eine weitere Top-Platzierung. Im Jahr 2025 musste er sich bei Gran Camiño nur dem Kanadier Derek Gee geschlagen geben, ehe er mit dem 14. Gesamtrang beim Giro d’Italia neuerlich sein Talent bei großen Landesrundfahrten unter Beweis stellte.

## Erfolge
2022
- Italienischer Meister (U23) – Einzelzeitfahren

2024
- Gesamtwertung, eine Etappe und Bergwertung Tour of Antalya

## Grand Tour-Platzierungen
| Grand Tour            | 2024 | 2025 |
| --------------------- | ---- | ---- |
| Giro d’ItaliaGiro     | 13   | 14   |
| Tour de FranceTour    | –    |      |
| Vuelta a EspañaVuelta | –    |      |